# Wang Čchiang

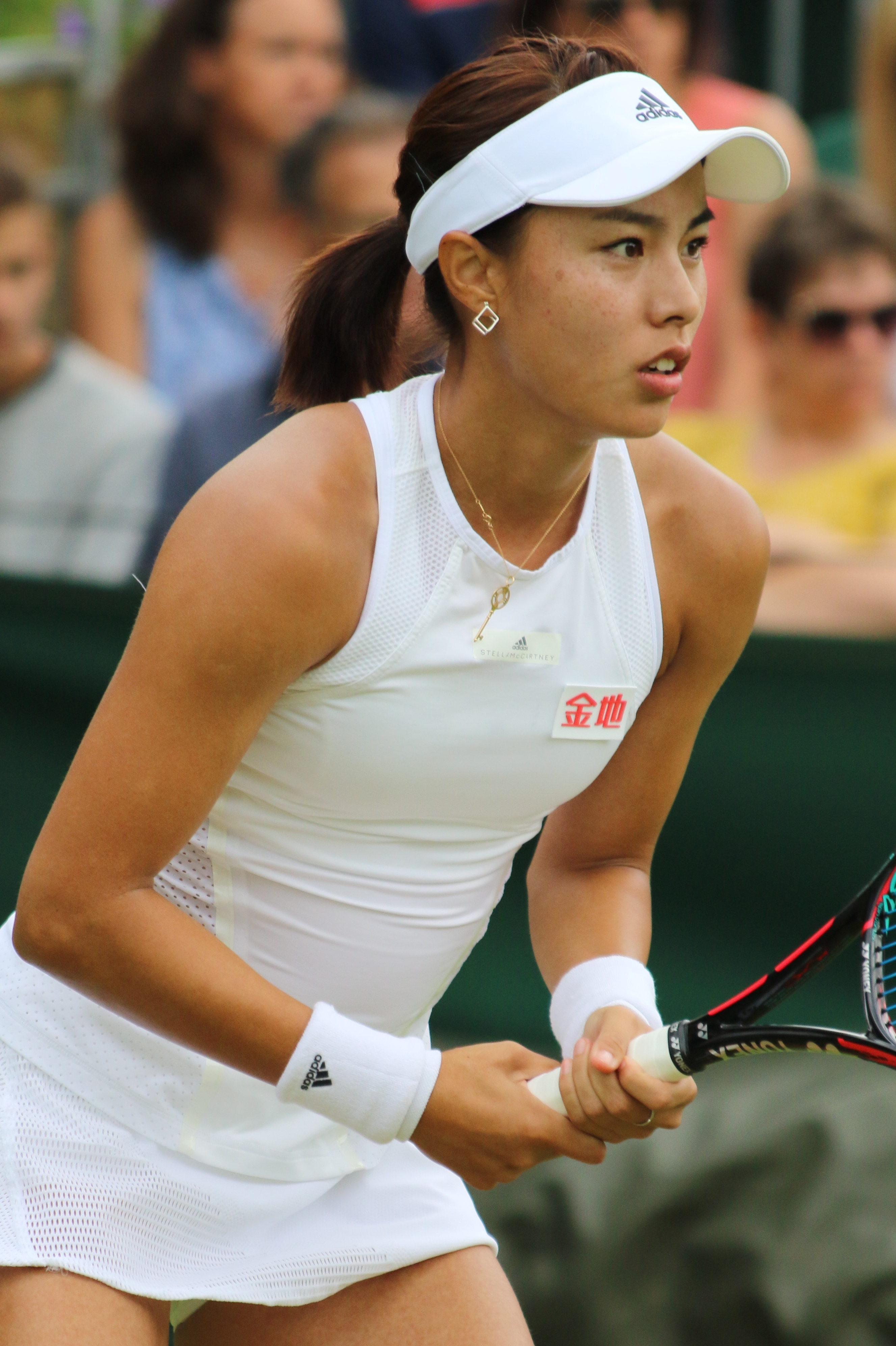
Wang Čchiang ve Wimbledonu 2017

Wang Čchiang (čínsky pchin-jinem Wáng Qiáng, znaky zjednodušené 王蔷, tradiční 王蔷, * 14. ledna 1992 Tchien-ťin) je čínská profesionální tenistka. Ve své dosavadní kariéře na okruhu WTA Tour vyhrála dva singlové turnaje. K nim přidala jeden singlový triumf v sérii WTA 125. V rámci okruhu ITF získala třináct titulů ve dvouhře a jeden ve čtyřhře.
Na žebříčku WTA byla ve dvouhře nejvýše klasifikována v září 2019 na 12. místě a ve čtyřhře v červenci 2018 na 118. místě. Trénuje ji Australan Pat Cash. V letech 2015–2019 tuto roli plnil jeho krajan Peter McNamara a mezi roky 2019–2020 Thomas Drouet.
V čínském fedcupovém týmu debutovala v roce 2012 buenosaireskou baráží 2. světové skupiny proti Argentině, v níž prohrála obě dvouhry a Číňanky odešly poraženy 1:4 na zápasy. Do září 2022 v soutěži nastoupila k dvaceti pěti mezistátním utkáním s bilancí 19–7 ve dvouhře a 2–4 ve čtyřhře.
Čínskou lidovou republiku reprezentovala na Letních olympijských hrách 2016 v Riu de Janeiru, kde v úvodním kole ženské dvouhry vypadla s Ruskou Světlanou Kuzněcovovou ve třech setech. Zúčastnila se také o rok odložené letní olympiády 2020 v Tokiu. V singlové soutěži startovala na pozvání ITF. Ve druhém utkání uhrála jen tři gamy na sedmou nasazenou Španělku Garbiñe Muguruzaovou.

## Tenisová kariéra
První ženský turnaj na okruhu ITF odehrála v roce 2006 v Čínské lidové republice. Premiérovou událostí na okruhu WTA Tour se stala kvalifikace pekingského China Open 2007, z níž do hlavní soutěže nepostoupila. Tu si zahrála až v sezóně 2012, když vypadla v úvodních kolech tří turnajů – na červencovém Baku Cup 2012 s Lucemburčankou Mandy Minellaovou, na kantonském Guangzhou International Women's Open 2012 s Chanelle Scheepersovou a konečně na pekingském China Open 2012 nezvládla zápas proti krajance Čang Šuaj.
Únorový Malaysian Open 2013, probíhající na tvrdých dvorcích v Kuala Lumpur, znamenal první výhru nad hráčkou elitní světové desítky, když jako kvalifikantka zdolala v otevíracím zápase nejvýše nasazenou světovou desítku Caroline Wozniackou po třísetovém průběhu. Následně její cestu pavoukem ukončila Rakušanka Patricia Mayrová-Achleitnerová.
Na nejvyšší grandslamové úrovni v kvalifikaci debutovala na US Open 2011. Skončila v ní na raketě šesté nasazené Andrey Hlaváčkové. Do hlavní soutěže poprvé pronikla během zářijového US Open 2014, když prošla třemi koly kvalifikačního turnaje. V prvním zápase dvouhry pak hladce vyřadila Polku Paulu Kaniovou po setech 6–2 a 6–0, aby následně skončila na raketě australské hráčky Casey Dellacquové.
V sezóně 2014 poprvé pronikla do elitní světové stovky žebříčku WTA, když se 3. listopadu 2014 posunula ze 111. na 100. příčku. Na Asijských hrách 2014 v jihokorejském Inčchonu vybojovala zlatou medaili ze singlové soutěže, když ve finále přehrála Thajku Luksiku Kumkhumovou.
Premiérové finále na okruhu WTA Tour odehrála na říjnovém Hong Kong Tennis Open 2017, kde v páru s krajankou Lu Ťia-ťing podlehly ve finále čtyřhry sesterskému páru Tchajwanek Chao-čching a Jung-žan Čanových, které vyhrály hladce za 47 minut. Debutovou trofej si odvezla z červencového Jiangxi Open 2018, kde ve finále dvouhry zdolala o dva roky mladší turnajovou šestku Čeng Saj-saj. Finálová soupeřka po prohraném úvodním setu ve druhém skrečovala pro zranění.
Druhý titul si odvezla ze zářijového Guangzhou International Women's Open 2018 v Kantonu, kde ve finále pčehrála kazašskou turnajovou pětku Julií Putincevovou po hladkém dvousetovém průběhu. ve dvaceti šesti letech se poprvé v kariéře posunula do elitní světové čtyřicítky a poprvé se také stala čínskou jedničkou. Navazující Wuhan Open 2018 z kategorie Premier 5 znamenal semifinálovou skreč proti Estonce Anett Kontaveitové. O týden později postoupila přes Karolínu Plíškovou a Arynu Sabalenkovou do semifinále pekingského China Open 2018 z kategorie Premier Mandatory. V něm ji vyřadila světová dvojka a pozdější vítězka Caroline Wozniacká. Bodový zisk ji 8. října 2018 posunul na nové žebříčkové maximum, 24. příčku.
Na tzv. malém Turnaji mistryň, WTA Elite Trophy 2018 v čínské Ču-chaji, skončila druhá v základní azalkové skupině, v níž zdolala Madison Keysovou a podlehla Darje Kasatkinové. Vzhledem k odstoupení první Keysové pro zranění kolena, ji nahradila v semifinále, kde deklasovala Garbiñe Muguruzaovou. Ve finálovém duelu však nenašla recept na 22letou Australanku Ashleigh Bartyovou po dvousetovém průběhu. Po turnaji se poprvé posunula do elitní světové dvacítky, kterou uzavírala na 20. příčce.
Do grandslamového čtvrtfinále poprvé postoupila na US Open 2019 po výhře nad druhou nasazenou Australankou Ashleigh Bartyovou. V něm ji však deklasovala osmá nasazená Serena Williamsová, proti níž získala jediný game. Pouze 44 minut trvající zápas se stal nejkratším v celé sezóně 2019. Na vítězné míče ji Williamsová přestřílela v poměru 25–0 a vyhrála 100. utkání ve Flushing Meadows. Porážku 38leté Američance však oplatila na dalším majoru, ve třetím kole Australian Open 2020, po třísetovém průběhu. Pasivní poměr vzájemných duelů snížila na 1–2. V osmifinále podlehla Tunisance Ons Džabúrové.

## Finále na okruhu WTA Tour
| Legenda                                      |
| -------------------------------------------- |
| D – dvouhra; Č – čtyřhra                     |
| Grand Slam (0)                               |
| Turnaj mistryň (0)                           |
| WTA Elite Trophy (0–1 D)                     |
| Premier Mandatory & Premier 5 / WTA 1000 (0) |
| Premier / WTA 500 (0)                        |
| International / WTA 250 (2–2 D; 0–1 Č)       |

### Dvouhra: 5 (2–3)
| Stav       | č. | datum             | turnaj           | povrch | soupeřka ve finále | výsledek      |
| ---------- | -- | ----------------- | ---------------- | ------ | ------------------ | ------------- |
| Vítězka    | 1. | 29. července 2018 | Nan-čchang, Čína | tvrdý  | Čeng Saj-saj       | 7–5, 4–0skreč |
| Vítězka    | 2. | 22. září 2018     | Kanton, Čína     | tvrdý  | Julia Putincevová  | 6–1, 6–2      |
| Finalistka | 1. | 14. října 2018    | Hongkong, Čína   | tvrdý  | Dajana Jastremská  | 2–6, 1–6      |
| Finalistka | 2. | 4. listopadu 2018 | Ču-chaj, Čína    | tvrdý  | Ashleigh Bartyová  | 3–6, 4–6      |
| Finalistka | 3. | 22. května 2021   | Parma, Itálie    | antuka | Coco Gauffová      | 1–6, 3–6      |

### Čtyřhra: 1 (0–1)
| Stav       | č. | datum          | turnaj         | povrch | spoluhráčka | soupeřky ve finále           | výsledek |
| ---------- | -- | -------------- | -------------- | ------ | ----------- | ---------------------------- | -------- |
| Finalistka | 1. | 15. října 2017 | Hongkong, Čína | tvrdý  | Lu Ťia-ťing | Čan Chao-čching Čan Jung-žan | 1–6, 1–6 |

## Finále série WTA 125
| Legenda                  |
| ------------------------ |
| D – dvouhra; Č – čtyřhra |
| WTA 125 (1–1 D)          |

### Dvouhra: 2 (1–1)
| Stav       | č. | datum          | turnaj         | povrch | soupeřka ve finále | výsledek                |
| ---------- | -- | -------------- | -------------- | ------ | ------------------ | ----------------------- |
| Finalistka | 1. | 27. října 2014 | Ning-po, Čína  | tvrdý  | Magda Linetteová   | 6–3, 5–7, 1–6           |
| Vítězka    | 1. | 23. dubna 2017 | Čeng-čou, Čína | tvrdý  | Pcheng Šuaj        | 3–6, 7–6(7–3), 1–1skreč |

## Finále na okruhu ITF
| Dotace turnajů okruhu ITF | Dotace turnajů okruhu ITF |
| ------------------------- | ------------------------- |
| 100 000 $ tournaments     | 80 000 $ tournaments      |
| 75 000 $ tournaments      | 60 000 $ tournaments      |
| 50 000 $ tournaments      | 25 000 $ tournaments      |
| 15 000 $ tournaments      | 10 000 $ tournaments      |

### Dvouhra: 18 (13–5)
| Stav       | č.  | datum              | turnaj                | povrch  | soupeřka ve finále       | výsledek              |
| ---------- | --- | ------------------ | --------------------- | ------- | ------------------------ | --------------------- |
| Vítězka    | 1.  | 11. listopadu 2010 | Hjógo, Japonsko       | koberec | Jurina Košinová          | 6–1, 6–4              |
| Finalistka | 1.  | 19. června 2011    | Balikpapan, Indonésie | tvrdý   | Varatčaja Vongteančajová | 5–7, 3–6              |
| Vítězka    | 2.  | 18. března 2012    | San-ja, Čína          | koberec | Chan Sin-jün             | 6–2, 6–4              |
| Vítězka    | 3.  | 8. května 2012     | Peking, Čína          | tvrdý   | Čan Jung-žan             | 6–2, 6–4              |
| Vítězka    | 4.  | 2. prosince 2012   | Bangkok, Thajsko      | tvrdý   | Nungnadda Wannasuková    | 6–2, 6–1              |
| Vítězka    | 5.  | 9. prosince 2012   | Bangkok, Thajsko      | tvrdý   | Sin Wen                  | 4–6, 6–3, 6–4         |
| Finalistka | 2.  | 28. dubna 2013     | Sien te Wen-šan, Čína | tvrdý   | Čang Jü-süan             | 6–1, 6–7(4–7), 2–6    |
| Finalistka | 3.  | 5. května 2013     | Gifu, Japonsko        | tráva   | An-Sophie Mestachová     | 6–1, 3–6, 0–6         |
| Vítězka    | 6.  | 23. února 2014     | Nové Dillí, Indie     | tvrdý   | Julia Bejgelzimerová     | 6–1, 6–3              |
| Vítězka    | 7.  | 19. května 2014    | Kurume, Japonsko      | tráva   | Eri Hozumiová            | 6–3, 6–1              |
| Vítězka    | 8.  | 25. května 2014    | Tchien-ťin, Čína      | tvrdý   | Ču Lin                   | 6–3, 6–2              |
| Vítězka    | 9.  | 3. srpna 2014      | Wu-chan, Čína         | tvrdý   | Luksika Kumkhumová       | 6–2, 6–2              |
| Vítězka    | 10. | 6. července 2015   | Bangkok, Thajsko      | tvrdý   | Čang Kchaj-lin           | 6–2, 6–4              |
| Finalistka | 4.  | 19. července 2015  | Tchien-ťin, Čína      | tvrdý   | Tuan Jing-jing           | 6-4, 6-7(2), 0-3skreč |
| Vítězka    | 11. | 27. března 2016    | Kanton, Čína          | tvrdý   | Liou Fang-čou            | 6–2, 6–2              |
| Vítězka    | 12. | 17. dubna 2016     | Šen-čen, Čína         | tvrdý   | Majo Hibiová             | 6–2, 6–0              |
| Finalistka | 5.  | 8. května 2016     | Gifu, Japonsko        | tvrdý   | Hiroko Kuwatová          | 2–6, 6–2, 4–6         |
| Vítězka    | 13. | 30. července 2016  | Wu-chan, Čína         | tvrdý   | Luksika Kumkhumová       | 7–5, 6–2              |

### Čtyřhra: 2 (1–1)
| Stav       | č. | datum          | turnaj               | povrch    | spoluhráčka    | soupeřky ve finále           | výsledek         |
| ---------- | -- | -------------- | -------------------- | --------- | -------------- | ---------------------------- | ---------------- |
| Finalistka | 1. | 25. září 2010  | Makinohara, Japonsko | koberec   | Kchao Šao-Jüan | Lu Ťia-ťing Lu Ťia-siang     | 5–7, 6–1, [9–11] |
| Vítězka    | 1. | 25. října 2010 | Tchaj-pej, Tchaj-wan | tvrdý (h) | Kchao Šao-Jüan | Ťüan Tching-fej Sun Šeng-nan | 6–3, 7–6(7–2)    |